# Coll de Dama Negra
Coll de Dama Negra es un cultivar de higuera de tipo higo común Ficus carica unífera, de higos color de piel morada oscura tirando a negra con unas grietas longitudinales muy atractivas. Se cultiva principalmente en Cataluña (Alguaire, Segriá), en la Comunidad Valenciana y en la región de Murcia.

## Sinonimia
- „De la pera Negra“ en la Cataluña,[6]
- „Coll de senyora“ en Mallorca, Islas Baleares,
- „Col de Dame Noir“ en Francia.,[7]
- „Col de Signora“,[8]

## Características de la higuera
La higuera 'Coll de Dama Negra' es una variedad unífera de tipo higo común, de producción alta de higos. Árbol de tamaño mediano pero grande cuando crece en suelo fresco y profundo. Las hojas son generalmente de tamaño mediano y tienen cinco lóbulos. Hay muy poca variación en la forma de la hoja en el mismo árbol. Según Pere Estelrich i Fuster, la variedad blanca se adaptaría mejor en suelos profundos y arcillosos.
Un exceso de nitrógeno o cualquier otro fertilizante provoca un crecimiento excesivo del árbol y un retraso de la maduración del fruto. En suelos arenosos, no admite nematodos, en este caso, debe injertarse en un pie resistente.

## Características del higo
La variedad 'Coll de Dama Negra' debe su nombre a su cuello largo y elegante. El higo tiene una piel fina, resistente y negra con unas grietas longitudinales que las hace atractivas para su venta. El cuello es alargado con un pedúnculo muy corto. El ostiolo es pequeño y rojo oscuro. En buenas condiciones de cultivo, el higo pesa alrededor de 70 gr. Admite el transporte muy bien.

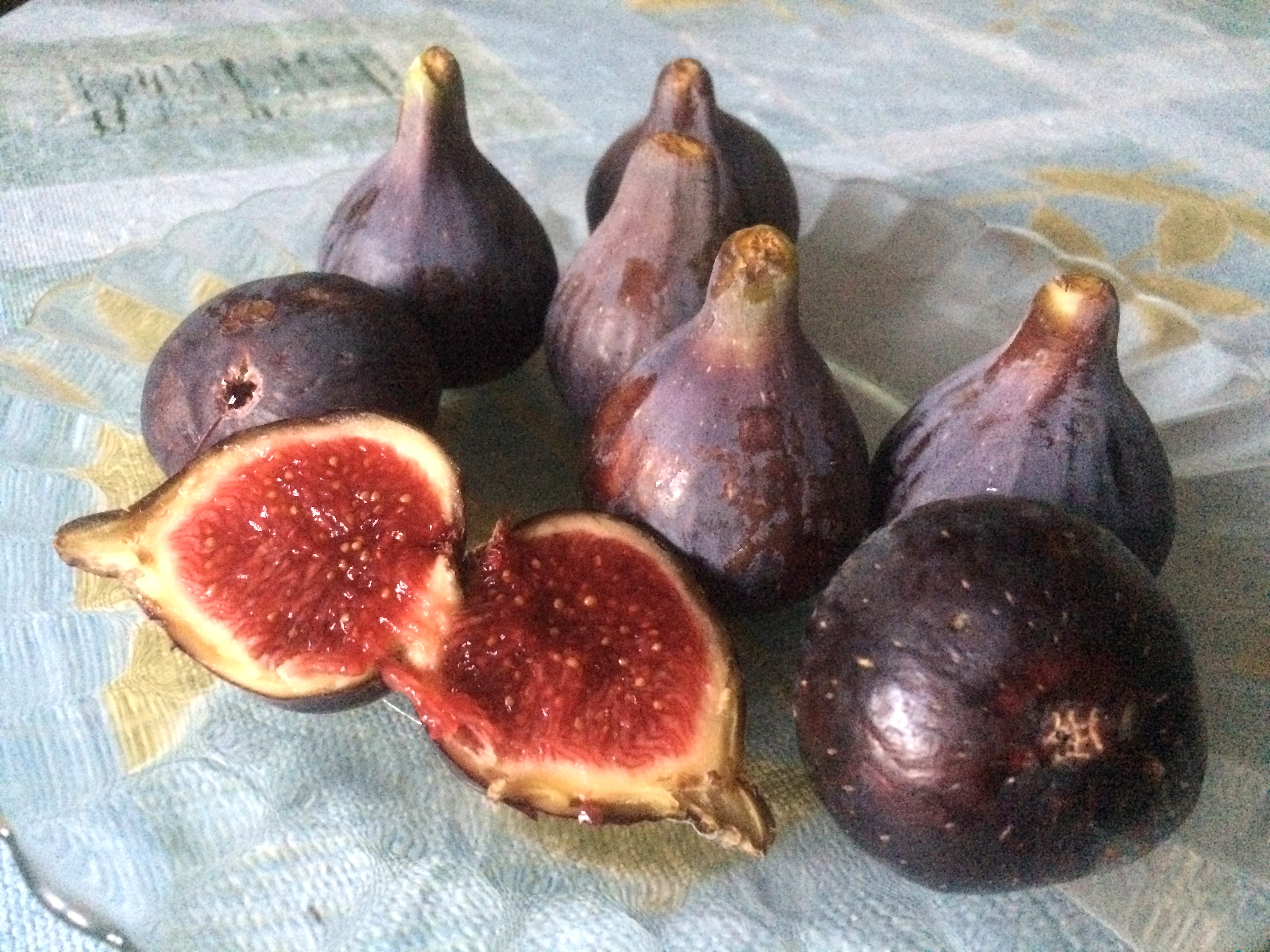
Higos 'Coll de Dama Negra'.

El higo tiene la carne muy dulce, bastante melosa y jugosa, compacta y de color rojo intenso. Excelente sabor y calidad apreciable, incluso cuando no se recolecta en el momento correcto.
En suelos fértiles y húmedos, la placenta (parte entre la carne y la piel) es bastante gruesa. Cuando llega el otoño, se vuelve amarillento y la calidad del sabor de los higos disminuye.
A veces, esta higuera intenta producir flores de higos (brevas), pero en general, estas últimas caen antes de madurar. En buenas condiciones de crecimiento, crece escalonada desde agosto. Si el otoño es lo suficientemente cálido, se pueden cosechar casi todos los higos.
Los higos 'Coll de Dama Negra' no toleran muy bien la lluvia que daña su delicada piel o la hace formar una estrella en el ostiolo y estallar. Soporte de otras variedades para injertar
.